# Platón de Ancira

San Platón de Ancira, también llamado san Platón Mártir, fue un santo de la antigua Asia menor, para distinguirlo de San Platón monje. Vivió entre los siglos III y IV de nuestra era, anterior al reinado de Constantino el Grande y al Edicto de Milán, y por tanto a que la religión cristiana fuera permitida en el Imperio Romano. Durante una persecución habida en Anatolia, Platón fue capturado y sufrió martirio por su fe en la ciudad de Ancira, actual Ankara. Falleció el 22 de julio, día en que se conmemora su festividad.